# Harry Jones (Segler)
Harold Alfred „Harry“ Jones (* 8. Mai 1895 in Oakland, Vereinigte Staaten; † 24. Dezember 1956 in Vancouver) war ein kanadischer Segler.

## Erfolge
Harry Jones, der für den Royal Vancouver Yacht Club segelte, gewann 1932 in Los Angeles bei den Olympischen Spielen in der 8-Meter-Klasse die Silbermedaille. Er war Crewmitglied des von Skipper Ronald Maitland angeführten Bootes Santa Maria, das sämtliche vier Wettfahrten auf dem zweiten Platz und damit hinter dem einzigen anderen Boot, der Angelita von Skipper Owen Churchill aus den Vereinigten Staaten, beendete. Neben Jones gehörten außerdem Peter Gordon, George Gyles, Ernest Cribb und Hubert Wallace zur Crew der Santa Maria.
Jones studierte an der University of Washington und betätigte sich anschließend im Familienunternehmen, das mit Schleppschiffen arbeitete. Er gründete später die Vancouver Tugboat Company. Mehrfach hatte er das Amt des Commodore im Royal Vancouver Yacht Club inne, bei dem er 1953 zum Ehrenmitglied auf Lebenszeit ernannt wurde. Er starb 1956 an einem Herzinfarkt.